# Église Saint-Pierre-des-Puelles de Barcelone
Pour les articles homonymes, voir Abbaye Saint-Pierre, Église Saint-Pierre et Monastère Saint-Pierre.
L'église Saint-Pierre-des-Puelles (en catalan : església de Sant Pere de les Puel·les ou Puelles) est un édifice religieux catholique de Barcelone, en Espagne. Elle est construite entre les XIIe et XVe siècles pour une communauté de religieuses bénédictines. Église abbatiale jusqu'au XIXe siècle, elle devient, à la suite du déplacement de la communauté religieuse dans le quartier de Sarrià, église paroissiale.
Elle est classée comme bien culturel d'intérêt national depuis 1931 et inscrite à l'inventaire du patrimoine architectural de Catalogne.

## Localisation
L'église s'ouvre sur la plaça de Sant Pere, quoique l'adresse soit au no 1 carrer de Lluís el Piadós. Elle se trouve dans le quartier de Sant Pere, Santa Caterina i la Ribera, dans le district de la Vieille Ville, sur la commune de Barcelone, dans la province du même nom, en Catalogne.

## Histoire

### Moyen Âge
En 801, une chapelle est fondée à la demande de Louis le Pieux, roi d'Aquitaine et fils de l'empereur Charlemagne. Il souhaite, à la suite de la conquête de Barcelone, la consacrer aux troupes qui ont participé aux combats. Elle se trouve d'ailleurs hors des murs de la ville, dans la campagne au nord de la Madinat Barshiluna musulmane, sur le site du puig del Cogoll. La chapelle est alors placée sous l'invocation de saint Saturnin.
En 945, le comte de Barcelone, Suniaire Ier, et son épouse, Richilde de Toulouse (ca), souhaitent fonder un monastère féminin, destiné aux jeunes filles (puellae en latin, puel·les en catalan). La règle de saint Benoît est donnée aux religieuses, qui ne sont alors pas plus de huit, et l'abbaye semble placée sous l'autorité de l'abbaye Saint-Michel de Cuxa. C'est leur fille Adélaïde (ca), séparée ou veuve du comte d'Urgell, Sunifred II (ca), qui en devient la première abbesse. L'abbaye, avec le soutien de la famille comtale, jouit d'une grande faveur au sein de la noblesse barcelonaise. Elle est dotée de nombreux alleux, particulièrement à Provençals, dans la plaine de Barcelone (ca), à Castellar del Vallès, Montmeló et Cervelló dans le Vallès, et dans la vallée du Llobregat. Elle reçoit également l'approbation de l'évêque de Barcelone, Guilara, qui consacre l'église. 
En 985, l'abbaye est détruite à la suite de la prise et du sac de Barcelone par les troupes d'Almanzor, vizir du calife de Cordoue, Hicham II. Elle est reconstruite peu après avec l'aide du comte Borrell II et avec le soutien de l'évêque Vives. Une nouvelle communauté de cinq moniales se réunit autour de l'abbesse, Adélaïde. Au début du XIe siècle, l'abbaye obtient de nouvelles faveurs : en 1030, le comte Bérenger-Raimond Ier la place sous sa protection et celle de l'évêque. En 1072, une bulle du pape Alexandre II lui accorde la protection papale, ainsi que diverses exemptions, consacrant son autonomie et lui permettant d'échapper à la juridiction de l'évêque. Cette situation provoque d'ailleurs des conflits plus nombreux entre l'évêque et l'abbaye Saint-Pierre-des-Puelles aux XIIIe et XIVe siècles, particulièrement à propos des droits de l'abbaye sur l'église Sainte-Marie de Montmeló (ca).
Le monastère joue également un rôle important dans l'aménagement du quartier qui l'entoure, placé hors les murs, une sauveté désignée comme la Villeneuve-Saint-Pierre (Vilanova de Sant Pere en catalan), où l'abbaye exerce son autorité et prélève des droits. Le développement en est favorisé par la présence du canal comtal (ca) (Rec comtal en catalan), un cours d'eau qui traverse le nouveau quartier et favorise l'activité industrielle. Dans les années 1140, dans un contexte de développement de la ville de Barcelone, qui profite de l'union du comté de Barcelone et du royaume d'Aragon, l'abbaye est reconstruite : la nouvelle église est consacrée en 1147, le cloître est élevé vers 1190 grâce à la donation de Béatrice de Rocafort. Le nombre de religieuses augmente de façon significative à cette époque, puisqu'il passe d'une dizaine, au milieu du XIIe siècle, à 29 en 1246, et 55 en 1310. En 1322, le monastère est agrandi et le cloître surélevé d'une nouvelle galerie.

### Période moderne
Au début de la période moderne, l'abbaye Saint-Pierre-des-Puelles jouit encore de la faveur des élites urbaines barcelonaises. Ce n'est d'ailleurs pas sans difficulté que, en 1582, à la suite des décisions du concile de Trente, la clôture est imposée aux religieuses, habituées à vivre de façon indépendante avec leurs domestiques.
Au XVIIIe siècle, la communauté compte encore une cinquantaine de religieuses. En 1714, l'abbaye souffre des destructions du siège de Barcelone. La nef et les voûtes de l'église sont reconstruites à cette période. En 1752, les religieuses commandent la décoration d'une chapelle de l'église, la chapelle du Sanctissime.

### Époque contemporaine
Au XIXe siècle, l'abbaye Saint-Pierre-des-Puelles connaît des difficultés croissantes. En 1808, durant le règne de Joseph Bonaparte, le frère de l'empereur Napoléon Ier, les bâtiments sont occupés par les troupes françaises. En 1814, à la suite de la restauration de la monarchie des Bourbons, l'abbaye n'en est pas moins touchée par les désamortissements et les religieuses expulsées vers le couvent des carmélites chaussées de Vilafranca del Penedès. En 1823, les religieuses doivent à nouveau quitter l'abbaye, transformée en prison. Rétablies dans leurs droits cinq ans plus tard en 1828, elles sont de nouveau expulsées en 1835. En 1855, elles s'installent dans un immeuble proche de l'église. 
Finalement, en 1873, la décision est prise de la démolition complète de l'abbaye. En 1876, les religieuses bénédictines acceptent de vendre les derniers terrains qu'elles possèdent. En 1879, elles se déplacent dans un nouvel édifice, construit sur les plans des architectes Antoni Robert et Salvador Vinyals (ca), au 55 carrer d'Anglí, dans le quartier de Sarrià.
En 1909, pendant la Semaine tragique, l'église Saint-Pierre-des-Puelles est touchée par un grave incendie. La tour des Oiseaux (torre dels Ocells en catalan), qui surmonte la coupole, s'effondre, entraînant d'importantes destructions. En 1911, la restauration de l'édifice en modifie profondément la structure. En 1938, pendant la guerre d'Espagne, l'église est de nouveau incendiée. En 1945, à la suite d'une nouvelle restauration et pour fêter le millénaire de l'abbaye Saint-Pierre-des-Puelles, elle est reconsacrée. C'est à cette date que les voûtes de la chapelle du Sanctissime sont peintes par Felip Vall.

## Description

### Église

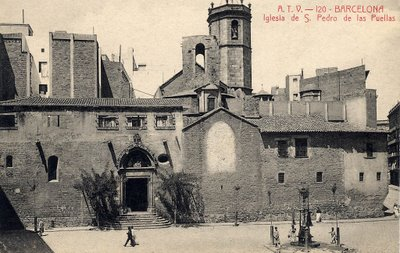
L'église Saint-Pierre-des-Puelles avant l'incendie de 1909 : le bras sud de l'église, dont une fenêtre est bouchée, le portail gothique, la coupole surmontée de la tour des Oiseaux, et le clocher du XVIIIe siècle.

L'église primitive, construite dans la première moitié du XIIe siècle, dans le style roman, avait un plan en croix grecque. Quatre corps de bâtiment rectangulaires, de mêmes dimensions et couvertes par des voûtes en berceau, se terminaient par des absides en cul-de-four. Ils convergeaient vers un espace central, de plan carré, délimité par quatre grands arcs portés par des colonnes monolithes à chapiteaux corinthiens, et couvert par une coupole de base octogonale, reposant sur des trompes. Un clocher carré, appelé la tour des Oiseaux (torre dels Ocells en catalan), fut construit au XIVe siècle au-dessus de la coupole. Dans l'angle nord-est de l'église, entre les bras nord et est, se trouvait un corps de bâtiment de plan carré, couvert d'une voûte d'arêtes. Il a été identifié par Josep Puig i Cadafalch à l'ancienne chapelle Saint-Saturnin. Progressivement, des chapelles furent ajoutés, un nouveau clocher élevé au XVIIIe siècle.
En 1911, la restauration menée par l'architecte Eduard Mercader i Sacanella à la suite de l'incendie de 1909 modifie profondément la structure de l'église. Il donne à l'édifice un plan basilical, à trois nefs. La nef centrale se termine par une abside, aménagée au XVe siècle, mais restaurée dans le style néo-roman. La façade, de style éclectique, est un mur qui cache les différents éléments qui en faisaient partie, en leur donnant de l'uniformité, avec de grandes fenêtres néo-gothiques, projetées depuis une fenêtre XVe siècle, aveugle, qui était sur le mur du transept. Il conserve le portail d'entrée original, également du XVe siècle, avec une sculpture gothique de saint Pierre dans le tympan.

### Cloître

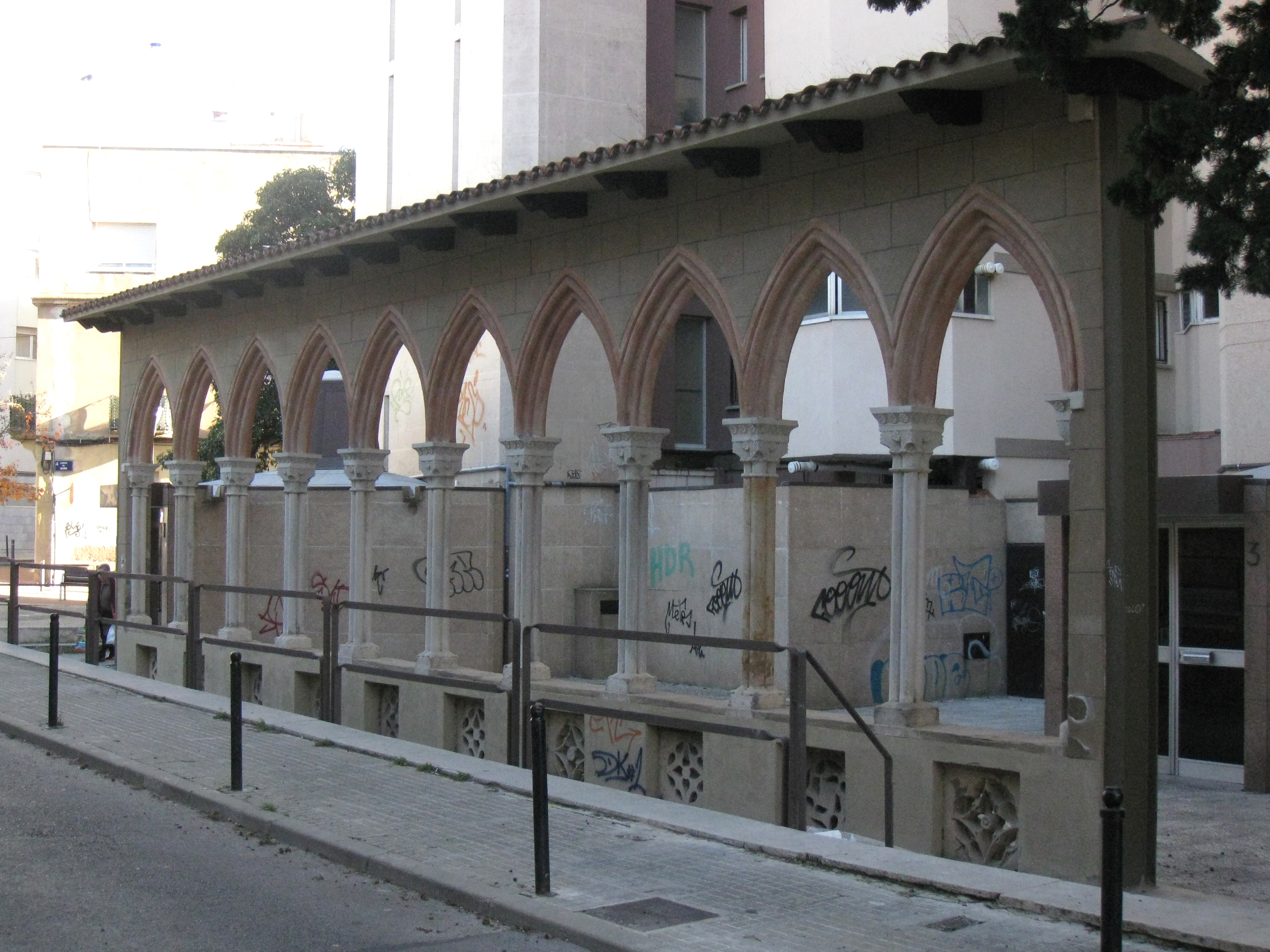
Fragment de la galerie supérieure du cloître, rue Saint-Ignace à Terrassa.

Les bâtiments du monastère s'organisaient autour d'un cloître à deux étages. Les galeries inférieures, élevées au XIIe siècle, étaient de style roman, et les galeries supérieures, du XIIIe siècle, avec des arcs gothiques. Le cloître est détruit, ainsi que d'autres dépendances, en 1873.
Une partie de la galerie supérieure a été remontée devant les immeubles 1 et 3 rue Saint-Ignace, à Terrassa. Plusieurs chapiteaux sculptés du cloître et des bâtiments monastiques sont conservés au musée national d'Art de Catalogne,. D'autres fragments se trouvent à la maison-musée Santacana (ca) de Martorell, ainsi que dans un domaine privé de Sant Antoni de Vilamajor.